# 1984 (film 1956)
1984 – brytyjski dramat z 1956 roku w reżyserii Michaela Andersona. Oparty na podstawie powieści George’a Orwella „Rok 1984”. Opowiada historię zakochanego mężczyzny żyjącego w czasach, w których społeczeństwo kontrolowane jest przez „Wielkiego Brata”, a miłość jest uznawana za zbrodnię.

## Obsada
- Edmond O’Brien – Winston Smith
- Michael Redgrave – generał O’Connor
- Jan Sterling – Julia
- David Kossoff – Charrington
- Mervyn Johns – Jones
- Donald Pleasence – R. Parsons
- Carol Wolveridge – Selina Parsons
- Ronan O’Casey – Rutherford
- Ernest Clark – konferansjer zewnętrznej strony
- Patrick Allen – urzędnik
- Michael Ripper – mówca zewnętrznej strony
- Ewen Solon – mówca zewnętrznej strony
- Kenneth Griffith – więzień
- Anthony Jacobs – głos w teleekranie
- John Vernon – Wielki Brat (głos)
- Barbara Cavan – kobieta (głos)
- Walter Gotell – strażnik
- Barbara Keogh – kobieta
- Bernard Rebel – kalador

Źródło: